# Freilichtmuseum Amerang
Das Freilichtmuseum Amerang befindet sich im oberbayerischen Voralpengebiet am Ortsrand von Amerang im Chiemgau. Bis zur Umbenennung durch den Bezirkstag von Oberbayern im Jahr 2025 hieß die Einrichtung Bauernhausmuseum Amerang.

## Museumskonzept

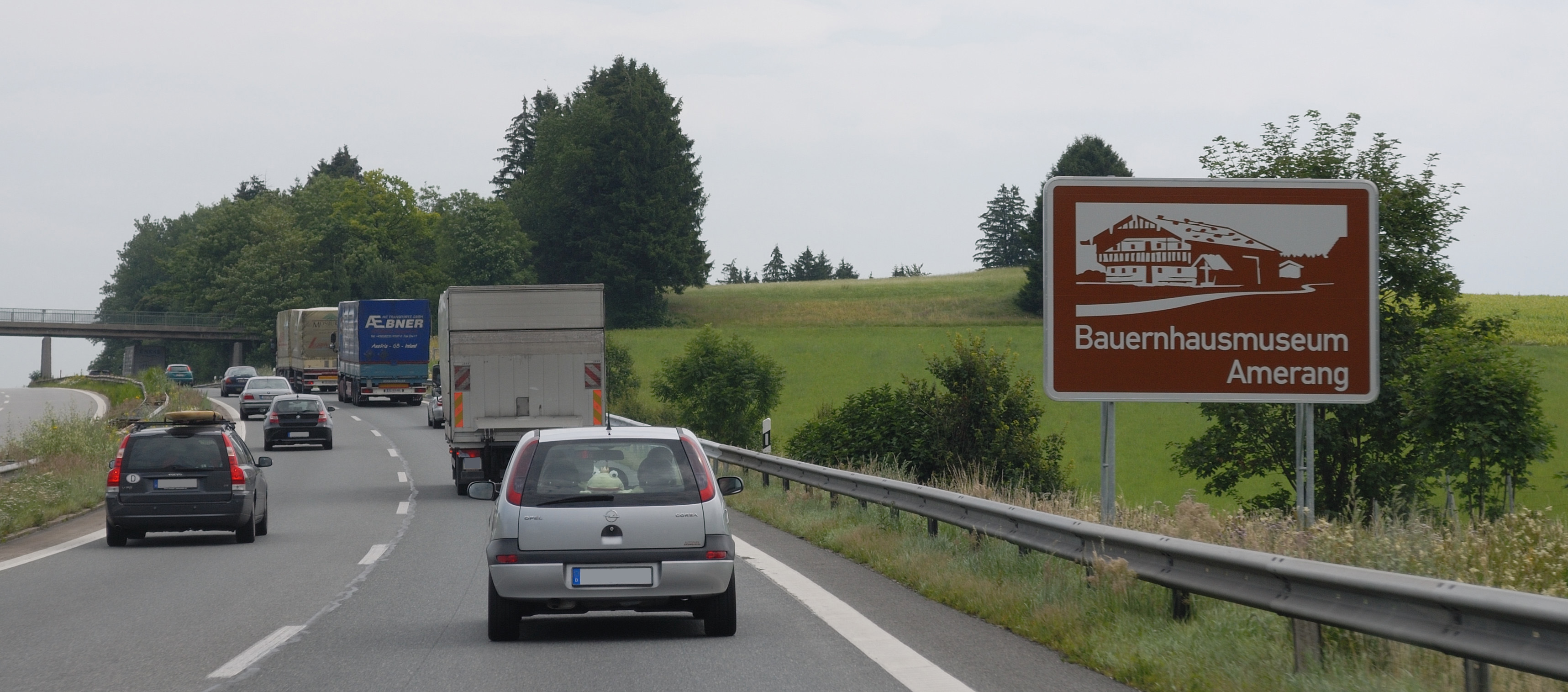
Unterrichtungstafel an der A 8

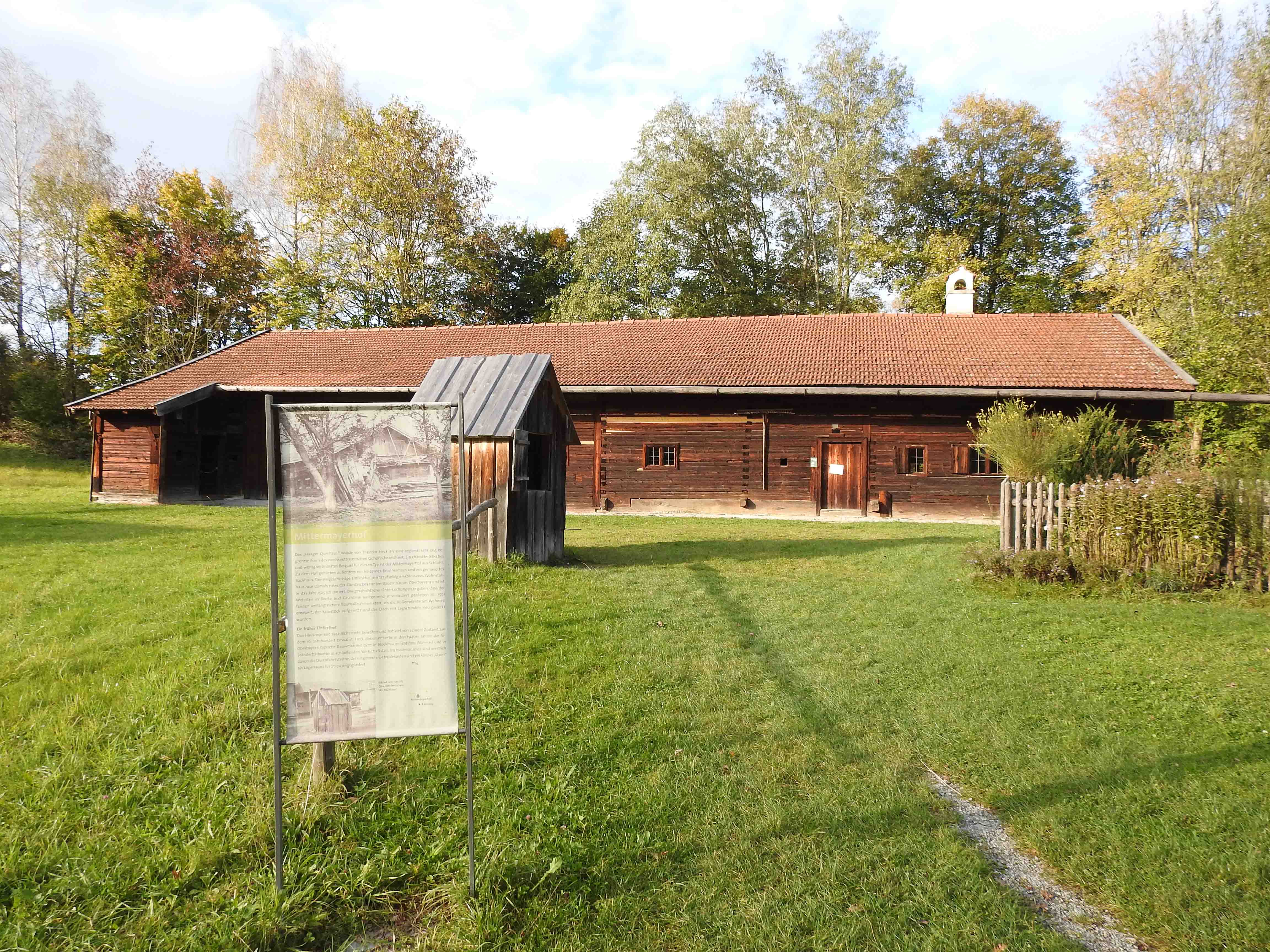
Mittermayerhof aus Reichertsheim

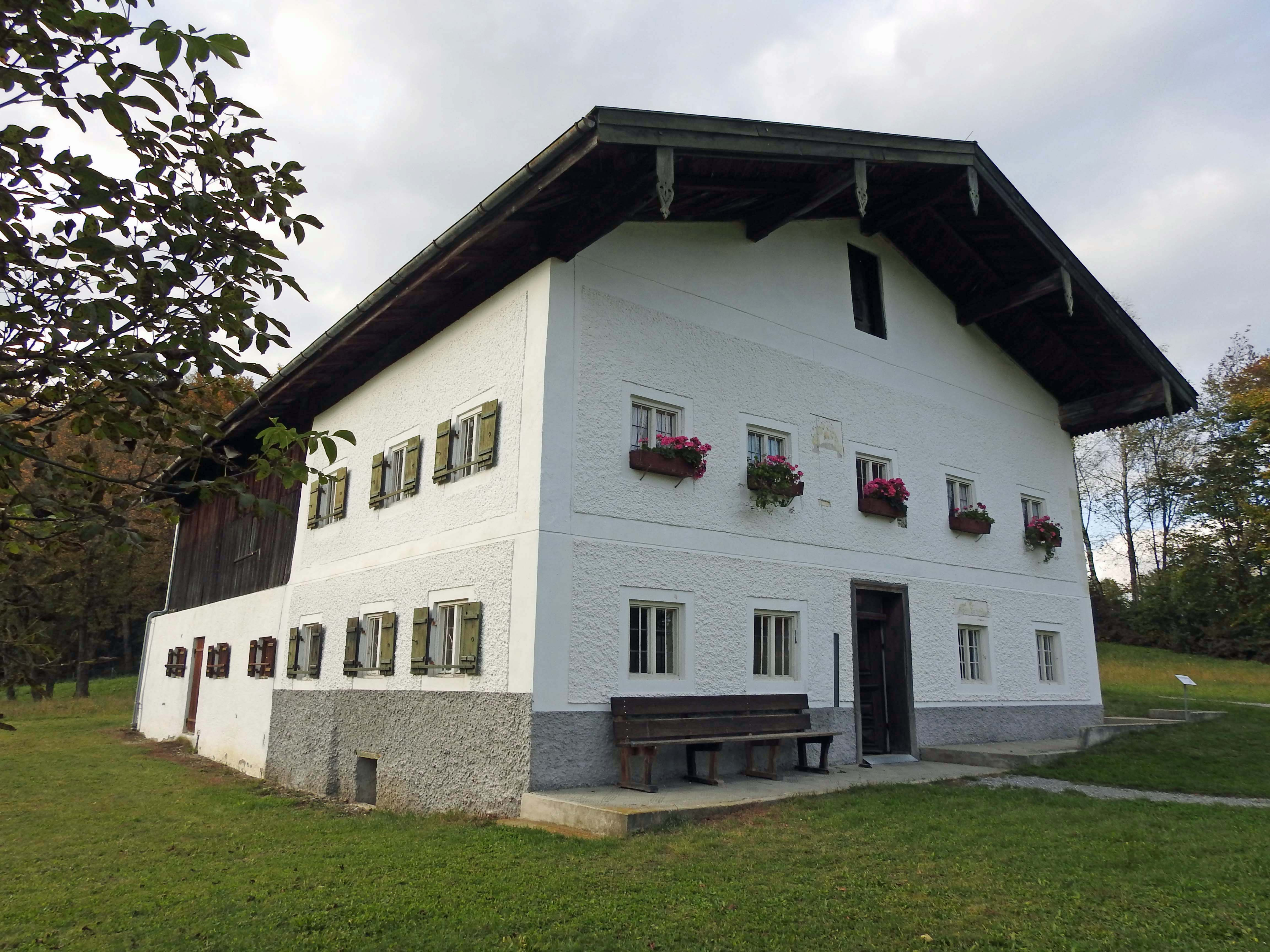
Häuslmannhof aus Aschau

Das Freilichtmuseum wurde auf Initiative des Vereins Bauernhausmuseum Ostoberbayern e. V. gegründet und am 23. Juli 1977 eröffnet. Im Jahr 1982 übernahm der Bezirk Oberbayern die Trägerschaft und machte das Bauernhausmuseum Amerang des Bezirks Oberbayern zum Zweigmuseum des Freilichtmuseums Glentleiten. Das Museum zeigt das ländliche Leben, Wohnen und Wirtschaften vergangener Jahrhunderte in der Region zwischen Chiemsee, Inn und Salzach.
Auf dem Museumsgelände sind 16 historische Gebäude aus dem Chiemgau und Rupertiwinkel wieder aufgebaut worden. Sie dokumentieren die ländliche Alltagskultur der Region. Bei Handwerksvorführungen und an Veranstaltungstagen werden historische Arbeitstechniken vorgeführt. Die Seilerei oder die Wagnerei geben Einblicke in vergangene Arbeitswelten. Sonderausstellungen vertiefen volks- und hauskundliche Themen.

## Gebäude des Freilichtmuseums

### Museumseinrichtungen
- Museumsladen
- Museumsstüberl in Haus Nr. 1

### Denkmalgeschützte Gebäude
- Nr. 1: Hütt’n eines Vierseithofes (Oberaigner); Bundwerk-Obergeschoss, Mitte des 19. Jahrhunderts aus Kirchweidach
- Nr. 2: Straßenschmiede, mit Bundwerkoberteil, wohl erste Hälfte 19. Jahrhundert; aus Raitenhaslach, Stadt Burghausen
- Nr. 3: Kleinbauernhaus Bartlhof; Wohnteil Ganzblockbau mit Bretterlaube und Giebelbundwerk, 17. und 18. Jahrhundert; aus Schnapping, Stadt Laufen
- Nr. 5: Kleinbauernhaus Holzmannhof; niedriger Mittertennbau in Blockbauweise, wohl 16. Jahrhundert, Tenntor und Haustür bezeichnet „1680“; aus Gessenhausen, Gemeinde Taching am See
- Nr. 6: Zweigeschossiger Getreidekasten in Blockbau, wohl noch 16. Jahrhundert; aus Boinham, Markt Tüßling
- Nr. 8: Bundwerkstadel, Anfang 19. Jahrhundert (1808); aus Griesstätt
- Nr. 9: Bienenhaus mit Kreuzdach und Türmchen, erbaut 1889; aus Elchering, Gemeinde Steinhöring
- Nr. 10: Brechlbad Hanslhof; Blockbauteil und Bundwerkobergeschoss, 18./19. Jahrhundert; aus Mühlberg, Gemeinde Amerang
- Nr. 14: Bernöder-Hof, Vierseithof; Wohnstallhaus (Mitterstubenhaus) mit Blockbau-Obergeschoss, erbaut 1803; Kuhstall mit Bundwerkobergeschoss, erste Hälfte 19. Jahrhundert; Bundwerkstadel mit Riegelwänden im Erdgeschoss, erbaut 1825; Hütt’n mit Blockbauoberteil, 18./19. Jahrhundert, mit Hausbrauerei (ursprünglich Schieblhof; Familie Gerlmaier); aus Bernöd, Gemeinde Schnaitsee
- Nr. 15: Sägmühle Mittermühle; verbretterter Ständerbau, erste Hälfte 19. Jahrhundert; aus Kappeln, Gemeinde Schnaitsee

### Sonstige Gebäude
- Schmiede vom Glöcklhof; Gemeinde Burgkirchen an der Alz, erbaut um 1830
- Furthmühle aus Rudelzhausen; erbaut 1897
- Wagnerhäusl aus Oberratting; Gemeinde Amerang, erbaut um 1810
- Mittermayerhof aus Schlicht; Gemeinde Reichertsheim, erbaut 1525, mit einer Ausstellung über Stallviehhaltung
- Wegmaier-Stadel aus Schiltern; Gemeinde Dorfen, erbaut 1738
- Seilerwerkstatt aus Gehering; Gemeinde Stephanskirchen, erbaut um 1920